# Psammorygma rutilans
Psammorygma rutilans là một loài nhện trong họ Zodariidae.
Loài này thuộc chi Psammorygma. Psammorygma rutilans được Eugène Simon miêu tả năm 1887.